# Acción Autónoma
Acción Autónoma, Avtonomnoe Deystvie, (AD) es una federación revolucionaria y anarquista de Rusia, Bielorrusia y Ucrania, fundada en enero de 2002. AD está compuesta de sindicalistas, autonomistas, anarcocomunistas y ecologistas radicales.
Acción Autónoma usa la acción directa "para crear una tradición y las bases para una nueva cultura humanista, la auto-organización social y la resistencia radical contra el militarismo, el capitalismo, el sexismo y el fascismo"
AD publica una revista llamada Avtonom y un periódico titulado Situatsia.